# Piffonds
Piffonds est une commune française située dans le département de l'Yonne en région Bourgogne-Franche-Comté.

## Géographie

### Situation
Piffonds est dans le nord-ouest de l'Yonne, limitrophe du Loiret à l'ouest. Paris est à 125 km au nord-ouest (par l'Autoroute A6),
sa préfecture Auxerre à 52 km au sud-est,
sa sous-préfecture Sens à 23 km au nord-est et
son chef-lieu de canton Villeneuve-sur-Yonne à 13 km à l'est.
La ville la plus proche est Courtenay à 7 km à l'ouest.
Un étang de 1,8 ha se trouve à 300 m au nord-ouest du château de Piffonds.
| Savigny-sur-Clairis | Vernoy               | Chaumot        |
| Savigny-sur-Clairis | Piffonds             | Bussy-le-Repos |
| Courtenay (Loiret)  | Saint-Martin-d'Ordon | Bussy-le-Repos |

### Géologie
Piffonds fait partie du Gâtinais médian. L'argile schisteuse est une roche dominante sur la commune.

### Climat
Pour des articles plus généraux, voir Climat de la Bourgogne-Franche-Comté et Climat de l'Yonne.
En 2010, le climat de la commune est de type climat océanique dégradé des plaines du Centre et du Nord, selon une étude du Centre national de la recherche scientifique s'appuyant sur une série de données couvrant la période 1971-2000. En 2020, Météo-France publie une typologie des climats de la France métropolitaine dans laquelle la commune est exposée à un climat océanique altéré et est dans la région climatique Nord-est du bassin Parisien, caractérisée par un ensoleillement médiocre, une pluviométrie moyenne régulièrement répartie au cours de l’année et un hiver froid (3 °C).
Pour la période 1971-2000, la température annuelle moyenne est de 10,9 °C, avec une amplitude thermique annuelle de 15,5 °C. Le cumul annuel moyen de précipitations est de 767 mm, avec 11,8 jours de précipitations en janvier et 7,5 jours en juillet. Pour la période 1991-2020, la température moyenne annuelle observée sur la station météorologique de Météo-France la plus proche, « Savigny-sur-Clairis », sur la commune de Savigny-sur-Clairis à 4 km à vol d'oiseau, est de 11,3 °C et le cumul annuel moyen de précipitations est de 732,3 mm. 
La température maximale relevée sur cette station est de 41,9 °C, atteinte le 25 juillet 2019 ; la température minimale est de −21 °C, atteinte le 16 janvier 1985,,.
Les paramètres climatiques de la commune ont été estimés pour le milieu du siècle (2041-2070) selon différents scénarios d'émission de gaz à effet de serre à partir des nouvelles projections climatiques de référence DRIAS-2020. Ils sont consultables sur un site dédié publié par Météo-France en novembre 2022.

## Urbanisme

### Typologie
Au 1er janvier 2024, Piffonds est catégorisée commune rurale à habitat dispersé, selon la nouvelle grille communale de densité à sept niveaux définie par l'Insee en 2022.
Elle est située hors unité urbaine et hors attraction des villes,.

### Occupation des sols
L'occupation des sols de la commune, telle qu'elle ressort de la base de données européenne d’occupation biophysique des sols Corine Land Cover (CLC), est marquée par l'importance des territoires agricoles (90,6 % en 2018), en diminution par rapport à 1990 (93,4 %). La répartition détaillée en 2018 est la suivante :
terres arables (88 %), forêts (4,3 %), zones industrielles ou commerciales et réseaux de communication (3,8 %), zones agricoles hétérogènes (2,7 %), zones urbanisées (1,3 %). L'évolution de l’occupation des sols de la commune et de ses infrastructures peut être observée sur les différentes représentations cartographiques du territoire : la carte de Cassini (XVIIIe siècle), la carte d'état-major (1820-1866) et les cartes ou photos aériennes de l'IGN pour la période actuelle (1950 à aujourd'hui).

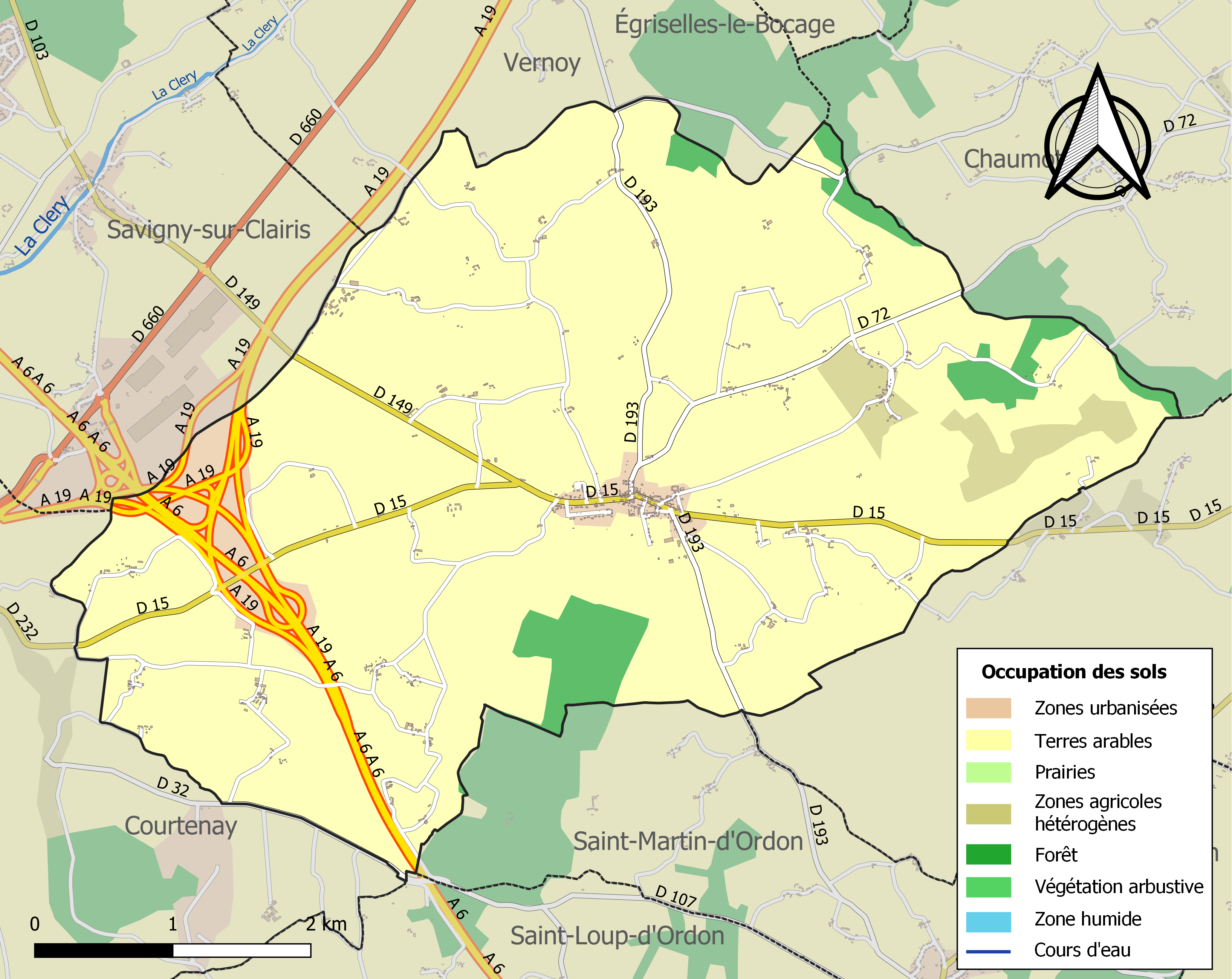
Carte des infrastructures et de l'occupation des sols de la commune en 2018 (CLC).

### Lieux-dits, hameaux et écarts
Dans la liste ci-dessous, les hameaux suivis d'une astérisque sont indiqués sur la carte de Cassini (établie vers 1745) ; le cas échéant, l'orthographe passée différente est indiquée entre parenthèses. Les hameaux disparus depuis sont entre crochets : [(hameau)]*.
Entre la Bazonnière et les Philippières (sur...?), se tenait un château déjà en ruines au milieu du XVIIIe siècle.
Entre l'Orme et les Lucas se trouvait "la Poterie", disparue ; en reste le nom déformé du lieu-dit, la Parlicoterie. Ne pas confondre avec le hameau de la Poterie sur Courtenay à 200 m au nord de la route de Piffonds.
La "Butte" (? orthographe incertaine) se trouvait à moins de 200 m de la Coudre, dans la pointe Est de la commune.

### Voies de communication et transports
La plus grosse partie des voies de liaison de l'échangeur de Courtenay entre l'autoroute A6 et l'autoroute A19, sont dans l'ouest de la commune. Les deux péages de cet échangeur, no 17 pour l'A6 et no 3 pour l'A19, sont sur Savigny pour le premier et commun à Savigny et à Courtenay pour le deuxième.
La D15 traverse la commune d'est en ouest, reliant Villeneuve-sur-Yonne à Courtenay. La D193 la traverse, reliant Saint-Valérien (15 km au nord) à Saint-Martin-d'Ordon (5 km au sud). La D72, qui commence à Piffonds, mène à Rousson (11 km au nord-est).
Gares de train les plus proches :
- gare de Villeneuve-sur-Yonne (10.9 km)
- gare de Saint-Julien-du-Sault (12.1 km)
- gare d'Étigny - Véron Véron Halte (14.1 km)
- gare de Sens (TGV, 18.2 km)
- gare de Joigny (20.6 km)

Aéroports et aérodromes les plus proches :
- aérodrome de Lognes-Émerainville (93.7 km)
- aéroport Paris-Orly (94.6 km)
- héliport de Paris - Issy-les-Moulineaux (107.9 km)
- aéroport de Toussus-le-Noble (109.2 km)
- aéroport Châlons Vatry (111 km)

Le GR 132 traverse la commune d'est en ouest ; il passe par le bourg.

### Risques naturels et technologiques
Une ligne électrique à très haute tension depuis Rousson jusqu'à Courtenay, traverse la commune dans le sens est-ouest. Hormis ce risque technologique local, Piffonds ne semble pas être soumis à d'autres sources de risques.

## Histoire

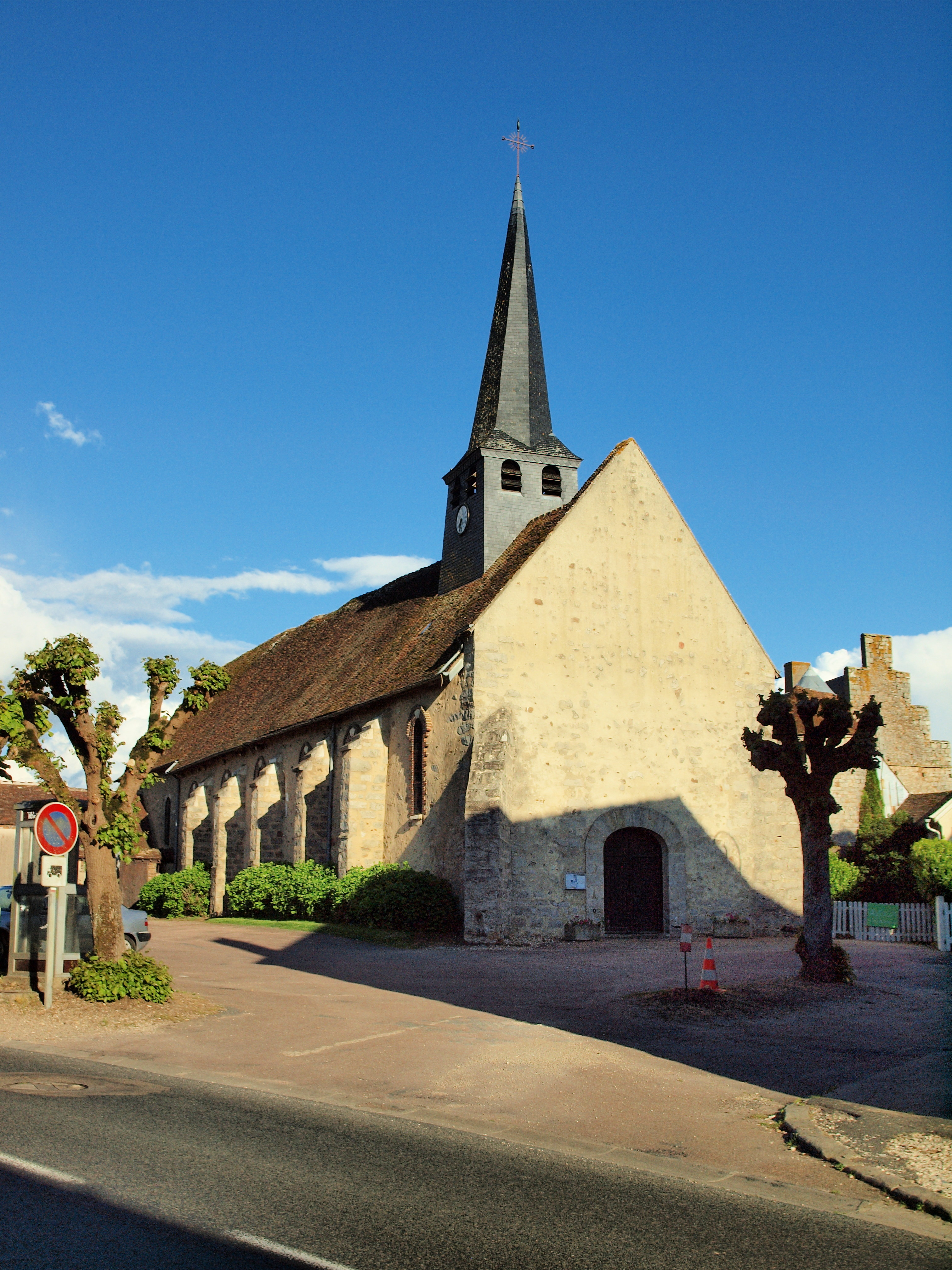
L'église de Piffonds.

### Moyen Âge

#### IXesiècle
Au IXe siècle le Liber sacramentorum cite Puteumfontis dans la liste des lieux du diocèse de Sens, au même titre que Courtenay et Domats. En effet, du point de vue de la loi féodale Courtenay et Piffonds formaient une unité.

#### XIIIesiècle
Il existait un château à Piffonds en 1264, propriété des seigneurs de Courtenay. Il est cité à cette date lorsque l'empereur de Constantinople Baudouin II de Courtenay y a signé une charte en faveur du prieuré de Saint-Hilaire-les-Andrésis. Déjà en 1256 Beaudoin avait dû engager les bois de Piffonds pour payer les dettes de sa femme,.

#### XIVesiècle
Charles de Valois et sa 2e femme Catherine de Courtenay-Constantinople (Catherine de France) acquièrent les terres de Courtenay, Chantecoq et Piffonds en 1303. Après la mort de Catherine en 1307, leur fille Catherine de Valois-Courtenay devait en hériter. Mais lorsque son fils aîné Philippe de Valois (né du 1er mariage de Charles avec Marguerite d'Anjou) épouse Jeanne de Bourgogne en 1313, Charles de Valois fait passer ces trois terres à Jeanne en les donnant tout d'abord à Philippe, qui à son tour les assigne à sa femme par contrat de mariage - notant toutefois qu'elles sont sujettes à un droit de réversion, selon lequel il est dit que si le couple meurt sans enfant les terres reviendront aux héritiers de Philippe et non à ceux de Jeanne. Dans ce même contrat de mariage il est également dit que le prince de Tarente, Philippe Ier d'Anjou époux de Catherine de Valois-Courtenay, pourrait dans dix ans retirer cet héritage donné à Jeanne moyennant le paiement de 15 000 livres ; et parce que Catherine de Valois-Courtenay aurait dû hériter de ces terres, Charles de Valois fait ratifier à cette dernière une charte de la même année signée de Philippe le Bel attestant ce partage. 

Piffonds est donc jusqu'alors un domaine privé dont Jeanne de Bourgogne ne possède que l'usufruit, la nue-propriété restant à son époux. Mais Philippe de Valois accède au trône de France en 1328, et les terres de Courtenay, Chantecoq et Piffonds passent alors dans le domaine royal.
En 1332 le roi acquiert plusieurs autres terres et fiefs pour agrandir ses domaines de Courtenay, Chantecoq et Piffonds. Ces trois terres sont ensuite cédées à Raymond de Mareuil "pour en jouir la vie durant" comme partie d'une rente de 12 000 livres annuelles - leur nue-propriété relevant toujours du domaine royal. Courtenay, Chantecoq et Piffonds passent dans le domaine public des rois de Navarre en 1404, par lettres patentes échangées dans le cadre d'un traité de paix entre Charles VI et Charles III de Navarre. Elles sont alors unies au duché de Nemours, cédé lui aussi en 1404 à Charles III. Le tout est toujours grevé d'un droit de réversion : si le tenant des terres meurt sans enfant, les terres reviennent à la Couronne. Leur cession est donc sous forme d'apanage.
Pour plus de détails sur les tenants successifs, voir l'article Courtenay (Loiret)#Histoire.
Charles V, ayant succédé à son père Jean le Bon (fils de Philippe VI) en 1364, devint seigneur de Courtenay et de Piffonds, qu'il donna en viager au comte Jean de Sarrebrück, bouteiller. Lors des guerres franco-anglaises, les Etats réunis à Compiègne en 1367 s'inquiétèrent de la quantité de forts où pouvaient s'établir les ennemis. Chaque bailliage fut visité par le bailli de l'endroit et deux chevaliers ; le bailli de Melun, dont dépendait Piffonds, y vint accompagné de Taupin du Plessis et de Charles de Bouville. Son propriétaire du moment, fit détruire les tours du château de Piffonds pour que les armées ennemies ne s'y retranchassent. De ce château il ne reste que les soubassements sur lesquels est bâti le château existant de nos jours, qui date de la fin du XVe siècle.

#### XVesiècle
Le château est rebâti sur le même plan trapézoïdal que l'ancien. Les bâtiments, disposés à angle droit, sont encadrés de tours d'angle au nord et à l'est et des courtines les reliaient à la grosse tour d'angle du côté ouest, subséquemment transformée en colombier. Des archères en percent les murs de la salle basse au rez-de-chaussée. La date de 1472 apparaît sur une poutre du colombier, reste probable de l'ancienne aile sud subséquemment remaniée.
Le château abritait alors une tuilerie, d'où proviennent les pots de terre cuite des niches du colombier. Il abritait également une chapelle, dite chapelle de Notre-Dame, dans son enceinte - ce dernier trait assez rare à l'époque puisque la plupart des chapelles de château étaient situées hors de l'enceinte de ces derniers, généralement accolées à l'extérieur des murailles. La chapelle est mentionnée dès le 8 juin 1266 (Benoît, chapelain) et en janvier 1343 (Jean Godars, chapelain de la chapelle du château de Piffonds). Jusqu'en 1819 les jardins du château étaient prolongés par un grand parc de près de 340 hectares, une surface largement occupée par des bois qui furent vendus en 1844. Ce parc est mentionné dès le 15 novembre 1274 dans un compte de la terre de Courtenay, où l'on peut lire « au parc de Piffon 100 arpents de bois de 8 ans et tous les boissons ». Au Moyen Âge on appelait la seigneurie « Piffonds lès-le-Parc », ce qui indique l'importance dudit parc. La tour sud a été démolie par le nouveau propriétaire de 1844.

### Époque contemporaine

#### XIXesiècle
Oncle de Louis XVI, S.A.R. le prince de Saxe possédait des biens à Piffonds en 1771-1792 et 1802-1806. Il possédait également la moitié du département actuel jusqu'à ce que le département de l'Yonne soit formé à la Révolution française, le 4 mars 1790 en application de la loi du 22 décembre 1789, à partir d'une partie des provinces de Bourgogne, de Champagne et de l'Orléanais.

#### XXIesiècle
Depuis 2002, des membres de l'association Le clos Crève-Cœur ainsi que des résidents du Centre d'Aide par le Travail, pratiquent des plantations de vigne à Piffonds.

## Politique et administration
| Période                                  | Période          | Identité           | Étiquette | Qualité |
| ---------------------------------------- | ---------------- | ------------------ | --------- | ------- |
| 1857                                     |                  | M. Poisson         |           |         |
| Les données manquantes sont à compléter. |                  |                    |           |         |
| 2001                                     | 2008             | Claudine Hennequin |           |         |
| 2008                                     | 2021 (démission) | Liliane Lavaux     |           |         |
| décembre 2021                            | En cours         | Xavier Rosalie     | RN        |         |

## Population et société

### Démographie

#### Évolution démographique
L'évolution du nombre d'habitants est connue à travers les recensements de la population effectués dans la commune depuis 1793. Pour les communes de moins de 10 000 habitants, une enquête de recensement portant sur toute la population est réalisée tous les cinq ans, les populations de référence des années intermédiaires étant quant à elles estimées par interpolation ou extrapolation. Pour la commune, le premier recensement exhaustif entrant dans le cadre du nouveau dispositif a été réalisé en 2005.

En 2022, la commune comptait 588 habitants, en évolution de −8,84 % par rapport à 2016 (Yonne : −1,95 %, France hors Mayotte : +2,11 %).
| 1793 | 1800  | 1806 | 1821 | 1831 | 1836  | 1841  | 1846  | 1851  |
| ---- | ----- | ---- | ---- | ---- | ----- | ----- | ----- | ----- |
| 946  | 1 049 | 866  | 901  | 990  | 1 053 | 1 073 | 1 017 | 1 034 |

| 1856  | 1861  | 1866  | 1872 | 1876  | 1881 | 1886 | 1891  | 1896 |
| ----- | ----- | ----- | ---- | ----- | ---- | ---- | ----- | ---- |
| 1 107 | 1 075 | 1 071 | 968  | 1 008 | 957  | 976  | 1 010 | 942  |

| 1901 | 1906 | 1911 | 1921 | 1926 | 1931 | 1936 | 1946 | 1954 |
| ---- | ---- | ---- | ---- | ---- | ---- | ---- | ---- | ---- |
| 932  | 943  | 924  | 790  | 765  | 747  | 715  | 705  | 643  |

| 1962 | 1968 | 1975 | 1982 | 1990 | 1999 | 2005 | 2006 | 2010 |
| ---- | ---- | ---- | ---- | ---- | ---- | ---- | ---- | ---- |
| 598  | 514  | 450  | 397  | 402  | 557  | 571  | 566  | 591  |

| 2015 | 2020 | 2022 | - | - | - | - | - | - |
| ---- | ---- | ---- | - | - | - | - | - | - |
| 652  | 598  | 588  | - | - | - | - | - | - |

#### Pyramide des âges
En 2018, le taux de personnes d'un âge inférieur à 30 ans s'élève à 31,7 %, soit un taux supérieur à la moyenne départementale (31,4 %). À l'inverse, le taux de personnes d'un âge supérieur à 60 ans (28,3 %) est inférieur au taux départemental (31,2 %).
En 2018, la commune comptait 317 hommes pour 308 femmes, soit un taux de 50,72 % d'hommes, supérieur au taux départemental (48,67 %).
Les pyramides des âges de la commune et du département s'établissent comme suit :
| Hommes | Classe d’âge | Femmes |
| ------ | ------------ | ------ |
| 1,3    | 90 ou +      | 1,4    |
| 6,3    | 75-89 ans    | 7,8    |
| 21,1   | 60-74 ans    | 18,6   |
| 22,8   | 45-59 ans    | 24,1   |
| 17,8   | 30-44 ans    | 15,3   |
| 9,6    | 15-29 ans    | 15,6   |
| 21,1   | 0-14 ans     | 17,3   |

| Hommes | Classe d’âge | Femmes |
| ------ | ------------ | ------ |
| 0,9    | 90 ou +      | 2,5    |
| 8,5    | 75-89 ans    | 11,2   |
| 20,1   | 60-74 ans    | 20,5   |
| 20,5   | 45-59 ans    | 20     |
| 17,2   | 30-44 ans    | 16,7   |
| 15,1   | 15-29 ans    | 13     |
| 17,7   | 0-14 ans     | 16     |

## Économie

### Entreprises et commerces
- Culture et production animale, chasse et services annexes (17)
- Activités immobilières (11)
- Travaux de construction spécialisés (3)
- Activités créatives, artistiques et de spectacle (2)
- Restauration (1)
- Action sociale sans hébergement (1)
- Activités des services financiers, hors assurance et caisses de retraite (1)
- Activités des organisations associatives (1)
- Génie civil (1)
- Administration publique et défense ; sécurité sociale obligatoire (1)
- Garage et réparation (1)

### AOC, appellation et label
Viandes (et abats) frais :
- Volailles de Bourgogne (IGP)
- Volailles du Gâtinais (IGP)

Fromages :
- Brie de Meaux (AOC)

Pâte de moutarde :
- Moutarde de Bourgogne (IGP)

Vins :
- Yonne blanc (IGP)
- Yonne rosé (IGP)
- Yonne rouge (IGP)

## Culture locale et patrimoine

### Lieux et monuments
Le château de Piffonds est inscrit aux Monuments Historiques depuis l'arrêté du 10 décembre 1925.

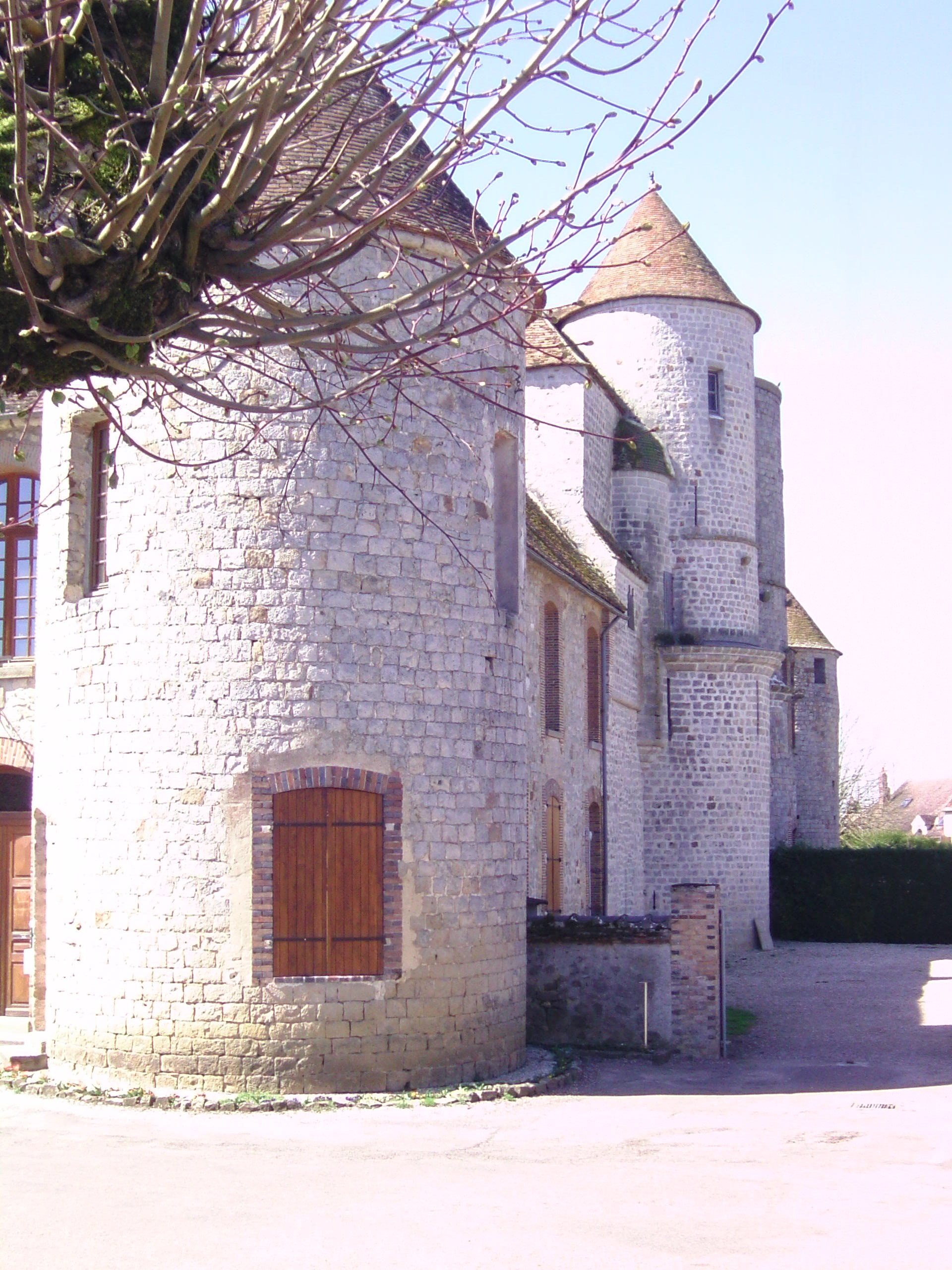
Château de Piffonds
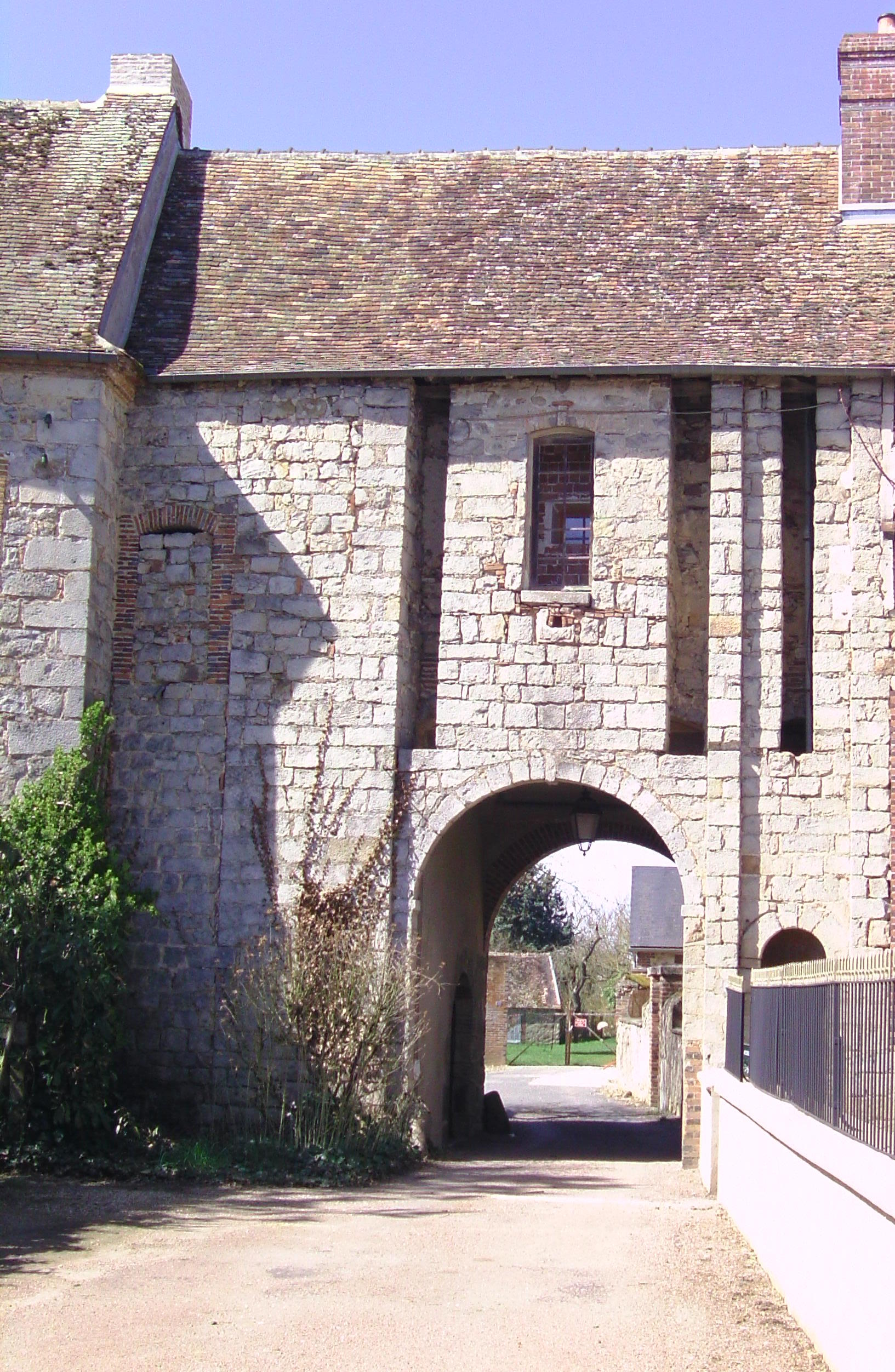
Château de Piffonds
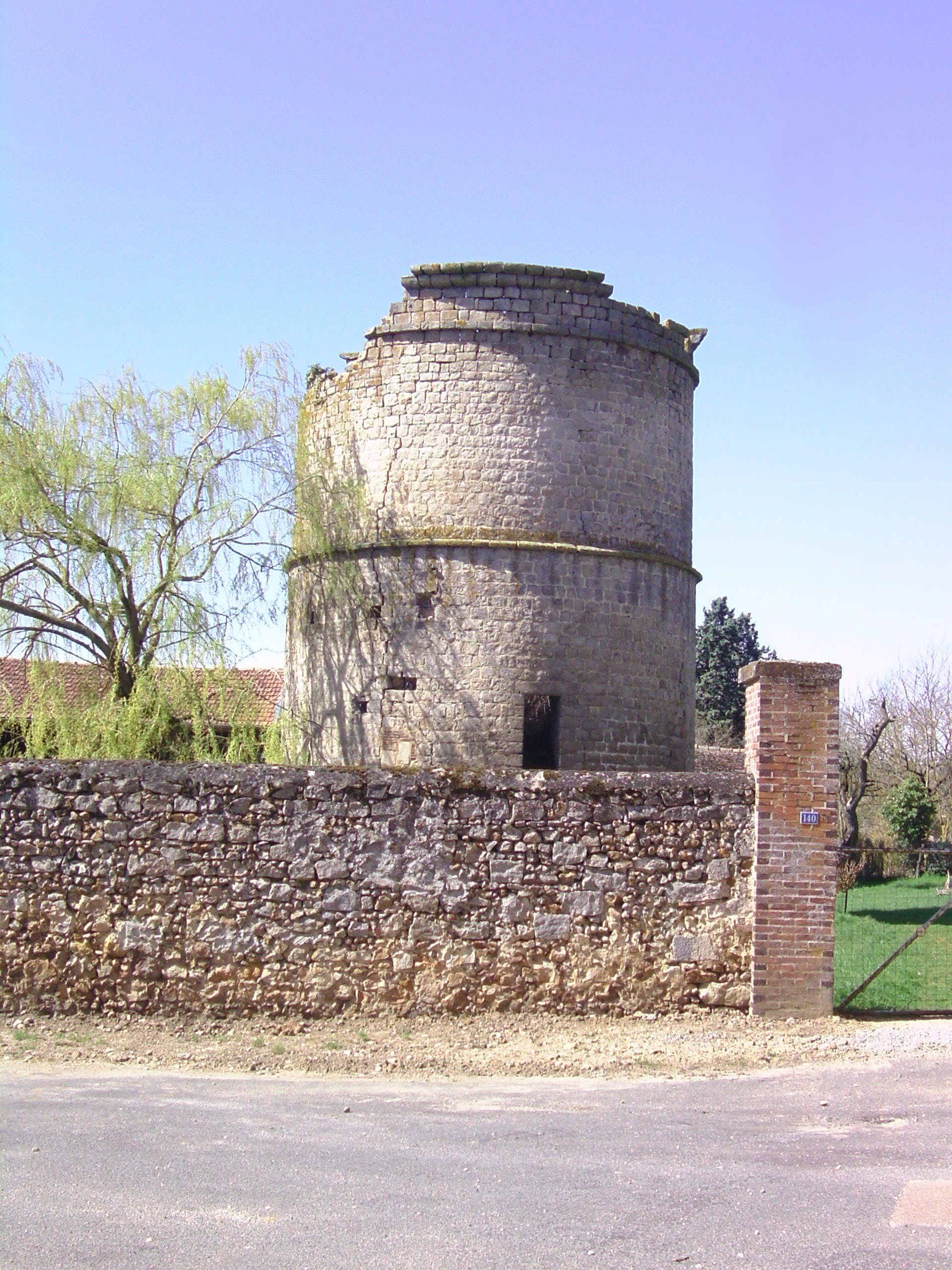
Tour féodale
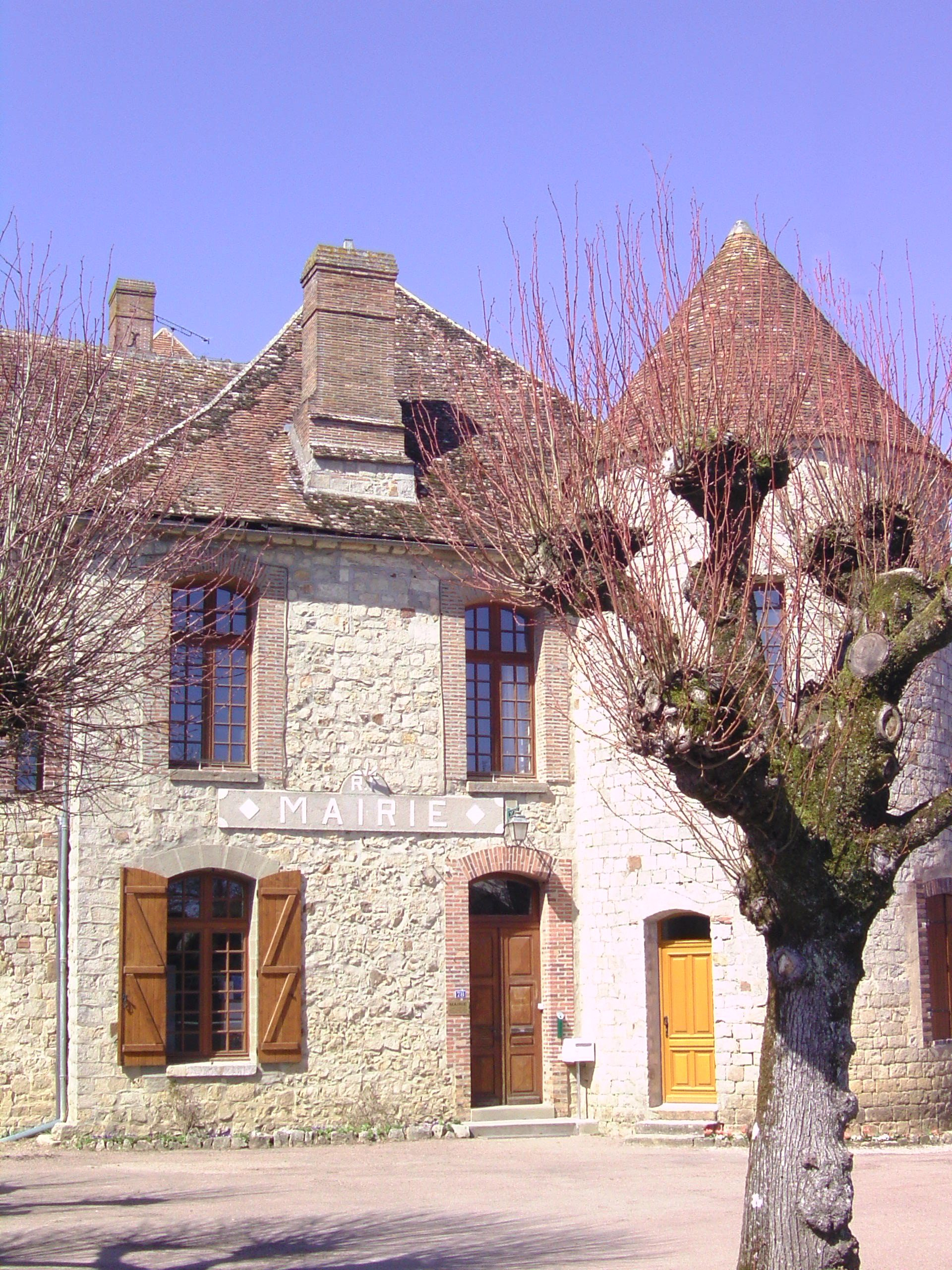
Mairie de Piffonds
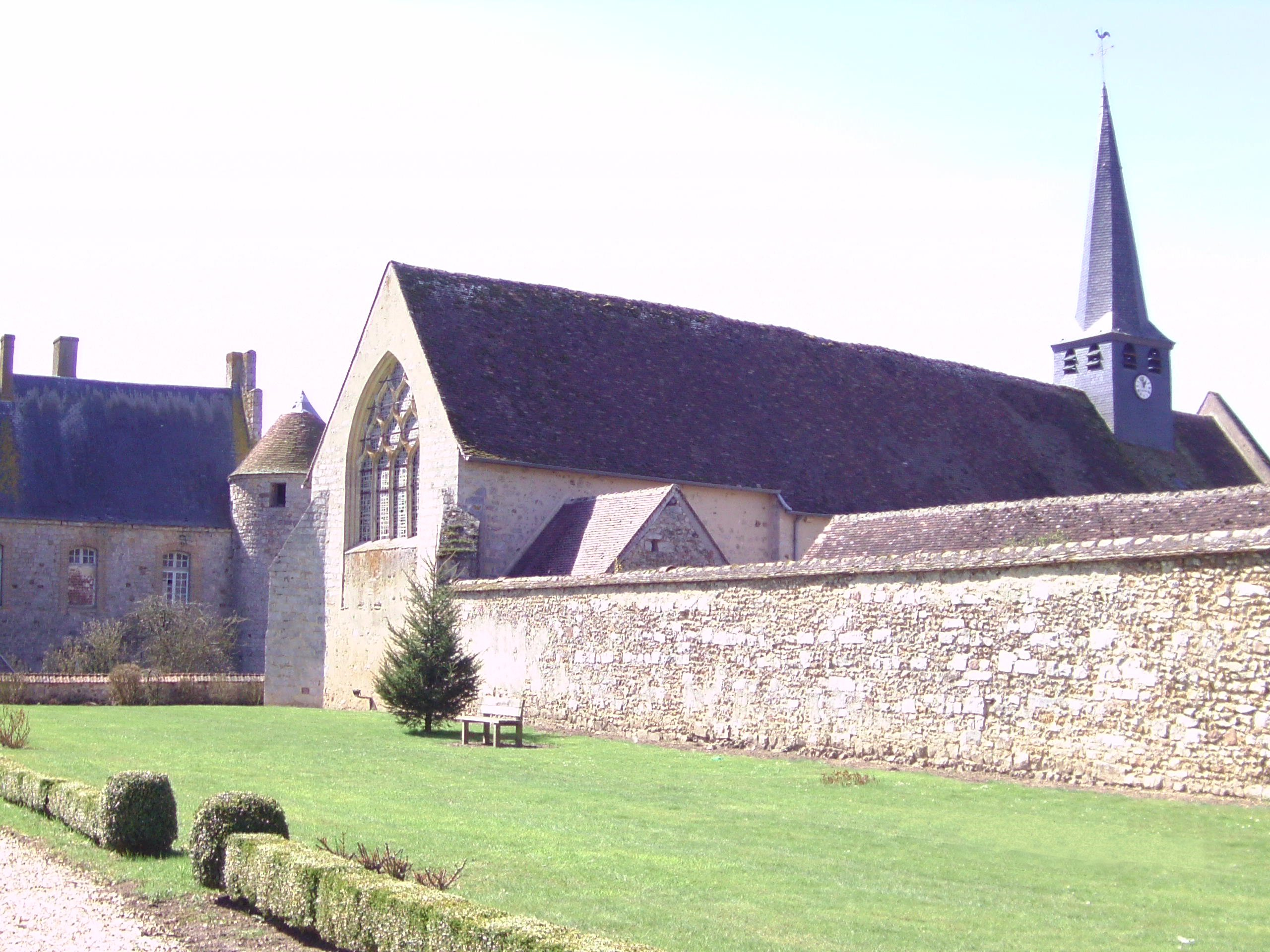
L'église et le château de Piffonds

### Personnalités liées à la commune
- Anne de Terrières, avocat en parlement à Paris. Cet Auvergnat monté à Paris, acquiert la seigneurie de Piffonds. Actif huguenot, il multiplie les provocations anti-catholiques et anti-royales lors de la vaste assemblée réunie au cloître des Jacobins de Sens en 1555 pour réviser et refonder la coutume du bailliage de Sens. Assassiné à Paris durant la saint Barthélémy.
- Robert Simon, cordonnier à « Piffons » pendant la Révolution, est accusé le 5 Ventôse par le tribunal révolutionnaire de « fourniture infidèle de souliers ». Il est toutefois acquitté par le président du tribunal Dobsent, ce qui lui permet de reprendre son métier.